# Streptolophus sagittifolius
Streptolophus sagittifolius är en gräsart som beskrevs av Dorothy Kate Hughes. Streptolophus sagittifolius ingår i släktet Streptolophus och familjen gräs. Inga underarter finns listade i Catalogue of Life.